# Street Fighter (film)
Pour les articles homonymes, voir Street Fighter.
Pour plus de détails, voir Fiche technique et Distribution.
Street Fighter : L'Ultime Combat, ou Le Bagarreur de rue au Québec (Street Fighter), est un film américano-japonais réalisé par Steven E. de Souza, sorti en 1994. C'est une adaptation cinématographique des jeux vidéo Street Fighter II édités par Capcom.
Le film est dédié à l'acteur Raúl Juliá, décédé peu avant la fin du tournage.

## Synopsis
Le pays de Shadaloo, en Asie, est en proie à une guerre civile depuis 7 mois, menée par le général M. Bison. À la suite d'une nouvelle attaque, il prend 63 membres d'une organisation humanitaire en otage, ainsi que trois soldats des Nations Alliées, parmi lesquels Carlos « Charlie » Blanka, un ami du colonel William Guile. Dans un message télévisé, Bison impose un délai de 72 heures à l'Organisation des Nations Alliées pour le versement d'une rançon de 20 milliards de dollars contre leur libération.
De son côté, le colonel Guile monte une opération afin de mettre Bison hors d'état de nuire, faisant face à certaines personnes de l'état-major qui préfèreraient la négociation. De plus, Guile fait face au clan Shadaloo mené par l'ancien champion de Muay thaï, Victor Sagat. Ce dernier, devenu trafiquant, organise avec l'aide de son meilleur homme Vega des combats clandestins. Ils sont tous deux arrêtés, tout comme Ryu et Ken, deux jeunes karatékas tout juste sortis du dojo. Les deux jeunes hommes souhaitent cependant négocier leur libération avec le colonel Guile. Celui-ci accepte à la condition qu'ils l'aident à s'infiltrer dans la base secrète de Bison. Dans l'ombre, la journaliste qui filma la réponse de Guile à Bison, Chun-Li Zhang, tente elle aussi d'arrêter le général renégat : ce dernier serait le meurtrier de son père…

## Fiche technique
- Titre français : Street Fighter : L'ultime combat
- Titre québécois : Le Bagarreur de rue[1]
- Titre original : Street Fighter
- Réalisation : Steven E. de Souza
- Scénario : Steven E. de Souza
- Musique : Graeme Revell
- Photographie : William A. Fraker
- Montage : Edward M. Abroms, Donn Aron, Dov Hoenig, Anthony Redman et Robert F. Shugrue
- Décors : William J. Creber
- Costumes : Deborah Kramer
- Production : Edward R. Pressman, Kenzo Tsujimoto, Akio Sakai, Sasha Harari et Tim Zinnemann
- Société de production : Capcom Entertainment
- Distribution : Universal Pictures (Etats-Unis), Columbia TriStar Films (France)
- Pays d'origine :  États-Unis, coproduction  Japon
- Budget : 35 millions de dollars
- Format : Couleurs - 2,35:1 - DTS - 35 mm
- Genre : action, science-fiction
- Langues originales : anglais, japonais, espéranto
- Durée : 102 minutes
- Dates de sortie[1] :

 États-Unis : 23 décembre 1994
 France : 12 avril 1995

## Distribution
Légende : VF = Version Française[réf. nécessaire] et VQ = Version Québécoise
- Jean-Claude Van Damme (VF : Patrice Baudrier et VQ : Daniel Picard) : le colonel William F. Guile
- Raúl Juliá (VF : Antoine Tomé et VQ : Guy Nadon) : le général M. Bison
- Ming-Na (VF : Brigitte Virtudes et VQ : Élise Bertrand) : Chun-Li Zhang
- Damian Chapa (VF : Luc Boulad et VQ : Alain Zouvi) : Ken Masters
- Kylie Minogue (VF : Françoise Blanchard) : Cammy White
- Roshan Seth (VF : Jean Lagache) : Docteur Dhalsim
- Wes Studi (VF : Olivier Hémon et VQ : Victor Désy) : Victor Sagat
- Byron Mann (VF : Guillaume Orsat et VQ : Antoine Durand) : Ryu
- Grand L. Bush (VF : Alan Boone et VQ : Jean-Marie Moncelet) : Balrog
- Peter Navy Tuiasosopo (VF : Gabriel Le Doze) : E. Honda
- Jay Tavare : Vega
- Andrew Bryniarski : Zangief
- Gregg Rainwater : T. Hawk
- Robert Mammone : Capitaine Carlos « Charlie » Blanka
- Miguel A. Núñez, Jr. (VQ : Gilbert Lachance) : Dee Jay
- Edward R. Pressman : le cuisinier
- Benny Urquidez : un membre du gang de Sagat (non crédité)
- Simon Callow : le supérieur hiérarchique du Colonel Guile

## Production

### Genèse et développement
Le film, bien que fondé sur l'opus original Street Fighter II,  réutilise les personnages rajoutés dans Super Street Fighter II: The New Challengers, à l'exception de Fei-Long "remplacé" par le nouveau personnage de Sawada, joué par l'acteur japonais Kenya Sawada, qui avait été choisi pour le rôle de Ryu. Comme Sawada n'avait pas beaucoup de connaissances en anglais, il a été remplacé par l'acteur Byron Mann. Fei-Long étant un hommage de Capcom à la star de cinéma Bruce Lee, il aurait été mal vu de faire apparaître son sosie sur grand écran...
Dans une interview donnée à GamePro, Steven E. de Souza avoue qu'il n'a pas voulu faire un film classique d'arts martiaux, mais plutôt un mélange de Star Wars, de James Bond et d'un film de guerre.

### Tournage
Le film a été principalement tourné dans l’État du Queensland en Australie, notamment à Gold Coast et Brisbane. Quelques extérieurs ont été tournés à Bangkok en Thaïlande pour simuler le pays fictif de Shadaloo.
Steven E. de Souza a avoué que le tournage fut problématique à cause de la toxicomanie dont Jean-Claude Van Damme souffrait durant la totalité du tournage. En effet, l'acteur belge aurait acheté pour 10 000 dollars de cocaïne chaque semaine[réf. nécessaire].

## Bande originale
La bande originale de Street Fighter est un album publié par Priority Records contenant principalement des chansons de rap. L'album rencontre un bon succès aux États-Unis : il se classe notamment 135e au Billboard 200 et 34e au Top R&B/Hip-Hop Albums. Le titre "Something Kinda Funky" se classe 39e au Hot Rap Songs.
Un album reprenant les compositions originales de Graeme Revell est sorti en décembre 1994 sur le label Varèse Sarabande.
Liste des titres
1. "Street Fighter"- 4:59 (Ice Cube)
2. "Come Widdit"- 4:50 (Ahmad, Ras Kass & Saafir)
3. "One on One"- 3:30 (Nas)
4. "Pandemonium"- 4:21 (The Pharcyde)
5. "Street Soldier"- 4:27 (Paris)
6. "Something Kinda Funky"- 4:14 (Rally Ral)
7. "It's a Street Fight"- 3:51 (B.U.M.S.)
8. "Life as…"- 2:48 (LL Cool J)
9. "Do You Have What It Takes?"- 4:36 (Craig Mack)
10. "Straight to My Feet"- 4:00 (Hammer & Deion Sanders)
11. "Rumbo in da Jungo"- 2:49 (Public Enemy & Wreck League)
12. "Rap Comando"- 3:14 (Anotha Level & Shaylin Walsh)
13. "Worth Fighting For"- 4:38 (Angélique Kidjo)
14. "Something There"- 5:02 (Chage and Aska)

## Accueil critique
Le film a reçu de très mauvaises critiques des spectateurs, qu'ils soient fans du jeu vidéo ou non.
 (février 2023).
- Si vous ne connaissez pas le sujet, laissez ce bandeau (vous pouvez alors contacter les auteurs).
- Si vous supprimez le contenu mis en cause (vous pouvez préalablement contacter les auteurs),

argumentez précisément cette suppression dans la page de discussion
(un manque de référence n'est pas un argument ; une recherche réelle de référence doit avoir été effectuée, être formellement documentée).
Outre le scénario mal mis en scène, le plus gros reproche des fans est l'adaptation trop libre des personnages aux besoins du scénario. Ainsi : 
- Dhalsim, initialement un maître yogi, devient un scientifique de laboratoire.
- Honda devient un perchman hawaïen au lieu d'être un sumotori japonais et a vers la fin des égratignures au visage ressemblant à ses peintures rituelles présentes dans le jeu,
- Balrog devient un cadreur au lieu d'être un boxeur professionnel renégat ; il est allié à Chun-Li et Edmond Honda (qui eux-mêmes normalement ne se connaissent ni d'Eve ni d'Adam) alors qu'il est originellement l'un des mercenaires de Bison.
- Wes Studi, mesurant 1,83 m, incarne un Sagat haut de 2,26 m dans le jeu.
- Guile, le GI patriote aux deux drapeaux tatoués sur les bras, n'a pas l'accent américain et a une coupe de cheveux moins imposante.
- Zangief, le lutteur professionnel russe est un homme de main de M. Bison alors qu'au contraire, dans le jeu de départ, il défend son pays (alors l'URSS) contre l'organisation criminelle.
- Dee Jay, le kickboxer jamaïcain, devient lui aussi un homme de main de Bison alors qu'il n'a aucun lien avec ce dernier à la base.
- T. Hawk devient l'un des subalternes de Guile et a perdu toute ressemblance avec le personnage créé par Capcom (un Mexicain haut de 2,30 m et pesant 162 kg).
- Cammy est elle aussi devenue une GI américaine alors qu'elle est censée être le clone amnésique d'une Londonienne tueuse à gages, autrefois au service de Bison. Même la piste d'une romance entre elle et le général soulevée par le jeu, est entièrement passée à la trappe dans le film.
- Ryu n'est pas le personnage principal, ne porte jamais son célèbre bandeau et devient un contrebandier d'armes dans le film. Par ailleurs, sa technique spéciale, la boule de feu, est utilisée de manière quasi-suggestive (il la lance sur Vega lors de leur dernier corps-à-corps mais seul un vague éclair blanc, visible au ralenti, suggère cette boule de feu).
- La rivalité opposant ce dernier à Sagat, pourtant clé de voûte de la saga vidéo-ludique, est entièrement délaissée dans le film, y compris dans la bataille finale, où Ryu affronte Vega alors que c'est Ken qui affronte Sagat, cela juste à côté de Ryu et Vega.
- La mariage de Ken avec Eliza n'est jamais mentionné, Il semble avoir un intérêt pour Chun-Li en la voyant danser alors qu'il est censé être en couple avec une autre.
- Chun-Li devient une journaliste au lieu d'une agente d'Interpol et porte l'une de ses couleurs alternatives, c'est-à-dire le rouge au lieu du bleu.
- Fei Long est le seul personnage du jeu à être logiquement absent du film, il est remplacé par le tout nouveau personnage de Sawada, avec qui il n'a aucun point commun.
- M. Bison emploie des électro-aimants au lieu d'avoir les pouvoirs psychiques redoutables dont il est doté dans le jeu.
- Le personnage d'Akuma était présent dans l'adaptation vidéo-ludique du film, mais il n'apparaît pas une seconde à l'écran. Le générique de fin fait entendre un personnage anonyme dont le nom commence par un "A" : il est possible que ce soit Akuma mais cela n'a jamais été confirmé et la voix ne colle guère au personnage (il s'agit d'Adrian Cronauer crédité en tant que "A.N. Forces D.J.", qui n'est autre que l'animateur radio interprété par Robin Williams dans le film Good Morning, Vietnam).
- Les personnages de Jimmy Blanka et Charlie Nash ont été mélangés dans le film, alors qu'ils sont totalement différents dans la sage vidéo-ludique. Le premier est à l'origine un Brésilien qui doit son apparence monstrueuse à un mauvais sort tandis que le second est un officier américain, ami de Guile, qui a été assassiné par M. Bison. De ce fait, tous deux ne forment qu'un même personnage dans le film, Carlos "Charlie" Blanka, dont la transformation est due à une déformation progressive de son corps par les scientifiques de Bison. Il est toutefois à noter que ce film est sorti au cinéma avant que le personnage de Charlie Nash ne soit apparu pour la première fois dans les jeux vidéo.
- Dans une scène supprimée, un soldat belge vient faire son rapport français à Guile. Ce dernier lui répond en français, la langue maternelle de Jean-Claude Van Damme.
- Après le générique de fin, on voit M. Bison surgir des décombres. La suite n'a pas pu voir le jour du fait du décès de Raúl Juliá.

Le film est présent dans la liste des pires films de tous les temps sur AlloCiné.

## Autour du film
- Street Fighter est le dernier film de Raúl Juliá, mort peu avant la fin du tournage. Le film lui est dédié. Au début du générique de fin, on voit un message disant « Raul, vaya con Dios » : « Raúl, va avec Dieu.».
- Une nouvelle adaptation a vu le jour en 2009 : Street Fighter: Legend of Chun-Li. Au départ, Jean-Claude Van Damme était censé reprendre le rôle de Guile, mais il a préféré décliner l'offre. Neal McDonough reprend le rôle de M. Bison et Ming-Na est remplacée par Kristin Kreuk dans le rôle de Chun-Li.
- C'est le 1er film où Patrice Baudrier double Jean-Claude Van Damme, acteur qu'il suit depuis dans presque tous ses films.
- Lors de l'entretien entre Chun-Li Zhang et M. Bison, on trouve une peinture représentant ce dernier en clown. C'est une référence au tueur en série John Wayne Gacy surnommé "le clown tueur" en référence à sa passion pour la mise en scène et sa psychopathie. Deux caractéristiques que l'on reconnaît dans le personnage du général M. Bison. Au moment où elle voit le tableau pour la première fois, Chun-Li Zhang dit : "J'ai trouvé des gens qui vous haïssaient autant que moi, ou peu s'en faut...". Clin d’œil à l'exécution de John Wayne Gacy en 1994.
- Quand Edmond Honda et Zangief se battent au corps à corps, on entend les cris de Godzilla et d'un autre monstre, probablement King Kong, à travers les caméras de surveillance du complexe de Bison. Ces images provoquent l'étonnement de Sawada et d'autres membres asiatiques des forces des Nations Alliées : un clin d'œil aux films de Godzilla, pour la plupart d'origine japonaise.

## Distinctions
- Nomination au prix du meilleur film de science-fiction et meilleur acteur dans un second rôle (Raul Julia), lors des Saturn Awards 1995[9].

## Jeux vidéo
Le film est tiré de la série de jeux Street Fighter. Le film connaîtra lui-même une transposition en jeu vidéo, Street Fighter : The Movie, qui exploita le principe des sprites filmés développé par la série concurrente Mortal Kombat. L'adaptation de Street Fighter n'a pas eu le succès commercial des jeux originaux, puisque contrairement à eux, elle ne révolutionna pas les principes du jeu de combat. Une version pour borne d'arcade a également été commercialisée, qui elle aussi faillit à égaler le succès commercial des jeux originaux et des opus de la franchise concurrente.